# Wop (Dnepr)
Der Wop (russisch Вопь) ist ein rechter Nebenfluss des Dnepr in der russischen Oblast Smolensk.
Der Wop entspringt am Rande der Smolensker Höhen. Er fließt in überwiegend südlicher Richtung. 
Der Oberlauf liegt inmitten einer Sumpflandschaft.
Im Unterlauf durchströmt er ein breites Tal, flankiert von Wiesen- und Waldflächen, gelegentlich auch von Sumpfgebieten.
Am Unterlauf liegt die Großstadt Jarzewo. Dort mündet der Zarewitsch von rechts in den Fluss.
Schließlich mündet der Wop rechtsseitig in den Oberlauf des Dnepr.
Der Wop hat eine Länge von 158 km. Er entwässert ein Areal von 3300 km². 
Der mittlere Abfluss an der Mündung beträgt 22 m³/s.
Im Frühjahr wurde zumindest in der Vergangenheit der Fluss zum Flößen genutzt.